# 이그나츠 프리드만

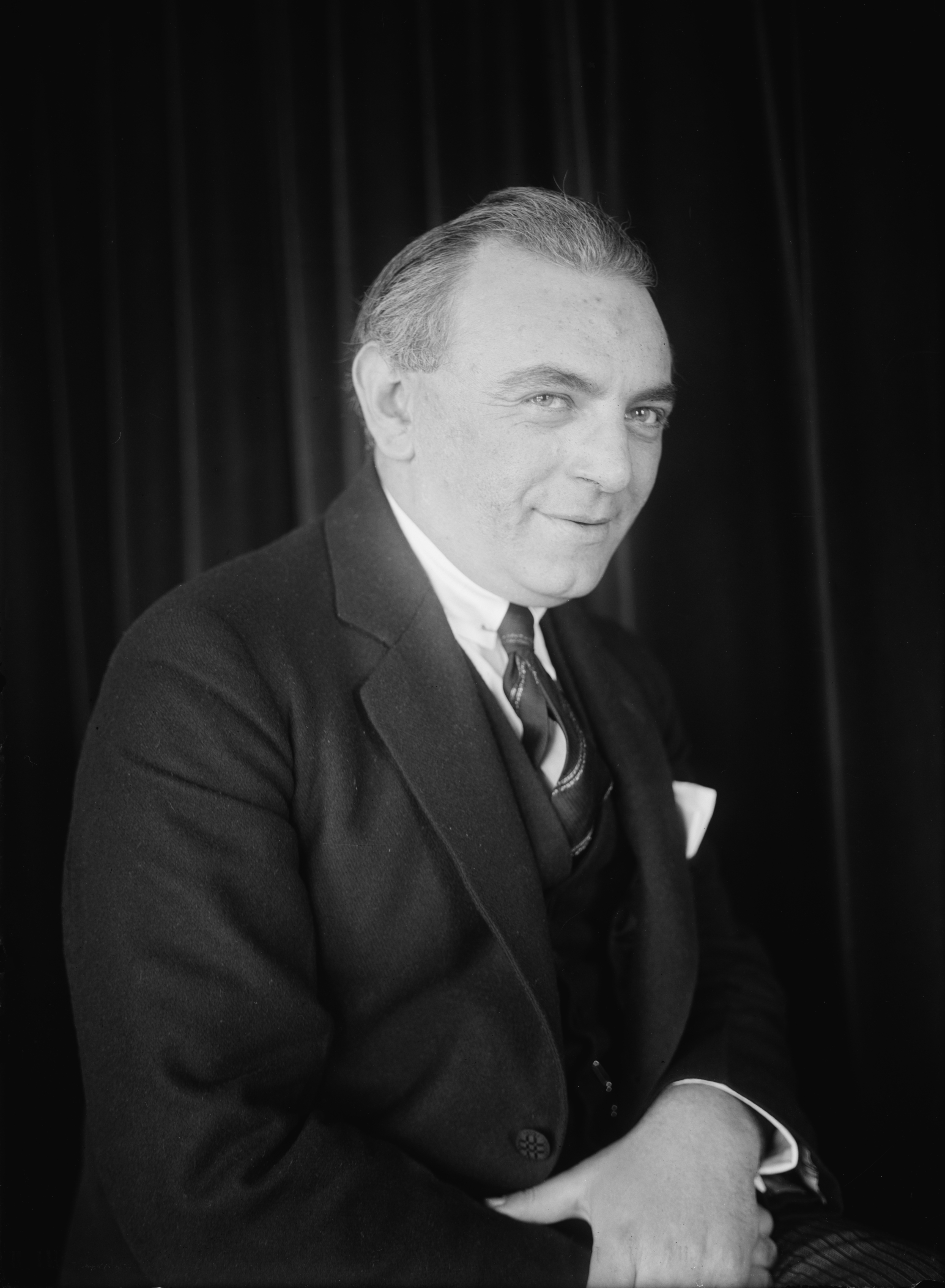

이그나츠 프리드만(Ignaz Friedman, 1882년 2월 13일 – 1948년 1월 26일)은 폴란드 피아니스트이자 작곡가이다. 비평가 및 동료들은 레오폴드 고도프스키, 모리츠 로젠탈, 요제프 호프만, 요제프 레빈과 함께 그를 당대의 최고의 피아노 거장으로 꼽았다.
크라쿠프 근교의 포드고르제(현 크라쿠프 지역 – 그의 출생지는 칼와리스카 22번가에 존재한다)에서 나흐만 프로이트만과 프로이트만(현재의 우크라이나 몬스터지스카 출생)의 아들로 태어났다. 신동이었다. 라이프치히에서 우고 리만, 빈에서 테오도르 레셰티츠키에게 배웠고, 페루초 부소니의 마스터 클래스에 참여했다.
1904년 그의 공식 데뷔 무대에는 피아노 협주곡 3곡의 프로그램이 있었다.
그의 동료이자 동시대의 모리츠 로젠탈과 마찬가지로, 프리드만의 쇼팽의 해석, 특히 마주르카에 대한 해석은 타의 추종을 불허하는 것으로 여겨진다. 라흐마니노프는 프리드만의 연주에 매우 감탄했고 그를 자신의 연주보다 더 낭만적인 스타일의 위대한 거장으로 여겼다.
제2차 세계 대전이 발발했을 때 프리드먼은 유럽에 있었지만, 마지막 순간에 호주에서의 콘서트 투어가 제공되어 가까스로 탈출했다. 그는 시드니에 정착하여 1948년 사망할 때까지 그곳에 머물렀다. 그의 마지막 콘서트는 1943년 7월 24일 시드니에서 있었는데, 그 후 그는 콘서트 플랫폼에서 은퇴해야 했다.